# Rinorea brandtii
Rinorea brandtii är en violväxtart som beskrevs av De Wild.. Rinorea brandtii ingår i släktet Rinorea och familjen violväxter. Inga underarter finns listade i Catalogue of Life.